# Lucas 7

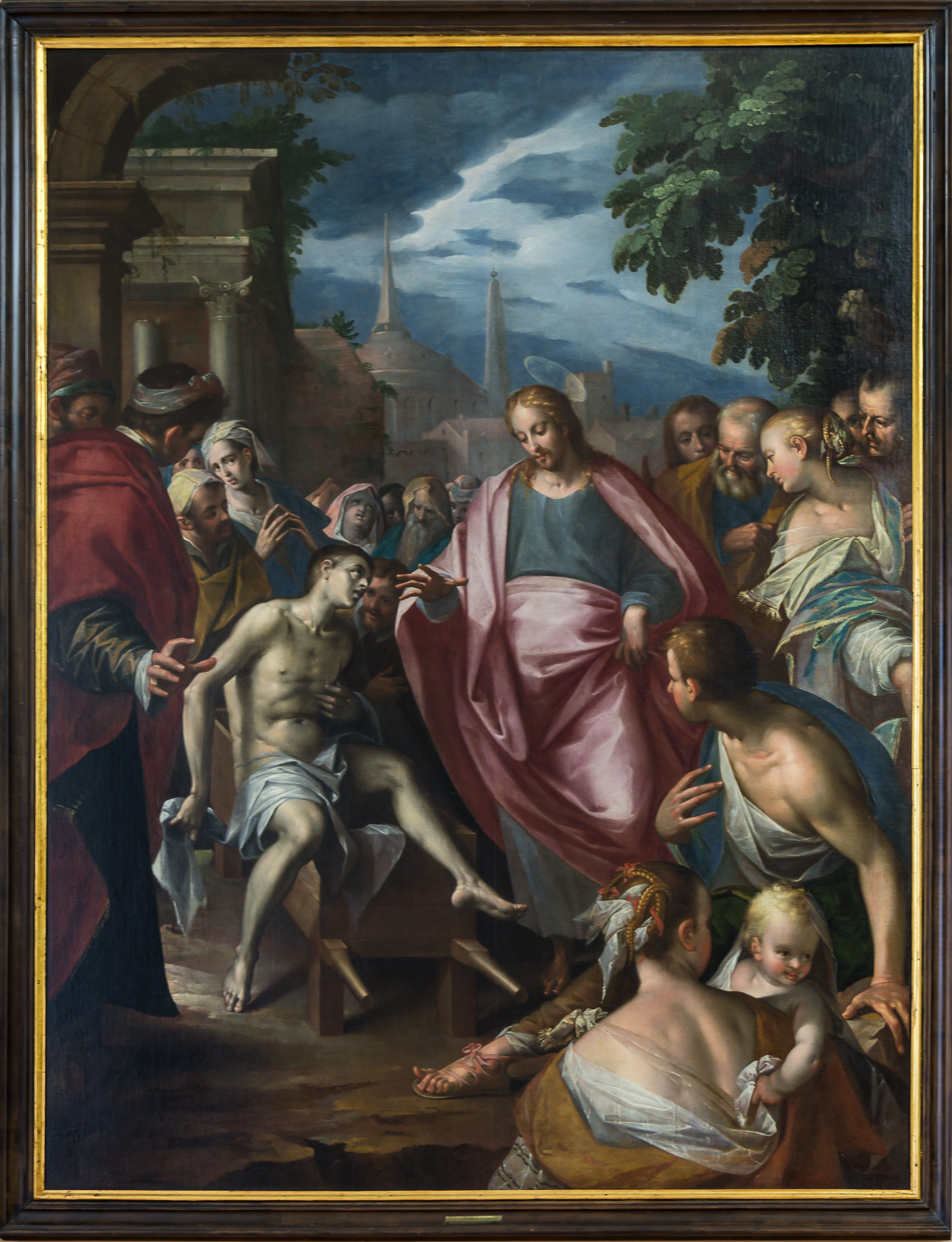
"Ressurreição do filho da viúva de Naim", a primeira das três ressurreições realizadas por Jesus no Novo Testamento.
c. 1600. Por Hans von Aachen, atualmente na Abadia de Seitenstetten, em Seitenstetten, Áustria.

Lucas 7 é o sétimo capítulo do Evangelho de Lucas no Novo Testamento da Bíblia. Ele relata dois grandes milagres realizados por Jesus, a resposta d'Ele a uma pergunta de João Batista e a sua unção por uma pecadora

## Narrativa

### Cura do servo do centurião
Lucas 7:1–10 relata que um centurião romano em Cafarnaum pediu ajuda a Jesus por que um de seus servos estava doente e ele imediatamente se dispôs a ir até lá para curá-lo, mas o centurião sugeriu que Ele o fizesse dali mesmo. Jesus concordou e o servo foi curado no mesmo instante. Em Mateus 8 (Mateus 8:5–13) está um relato similar. Em João 4 (João 4:46–53), Jesus curou o filho de um oficial e não o servo de um centurião, o que leva muitos a acreditarem tratar-se de um evento diferente.

### Jovem de Naim
Este milagre só é relatado por Lucas, que conta que Jesus, tendo chegado à vila de Nain durante o funeral do filho de uma viúva, ressuscitou o jovem e o trouxe de volta à vida (Lucas 7:11–17). Nain fica a pouco menos de quatro quilômetros ao sul do Monte Tabor, em Israel. É o primeiro relato de uma ressurreição realizada por Jesus nos evangelhos canônicos, as outras sendo a ressurreição da filha de Jairo e a ressurreição de Lázaro.

### João Batista

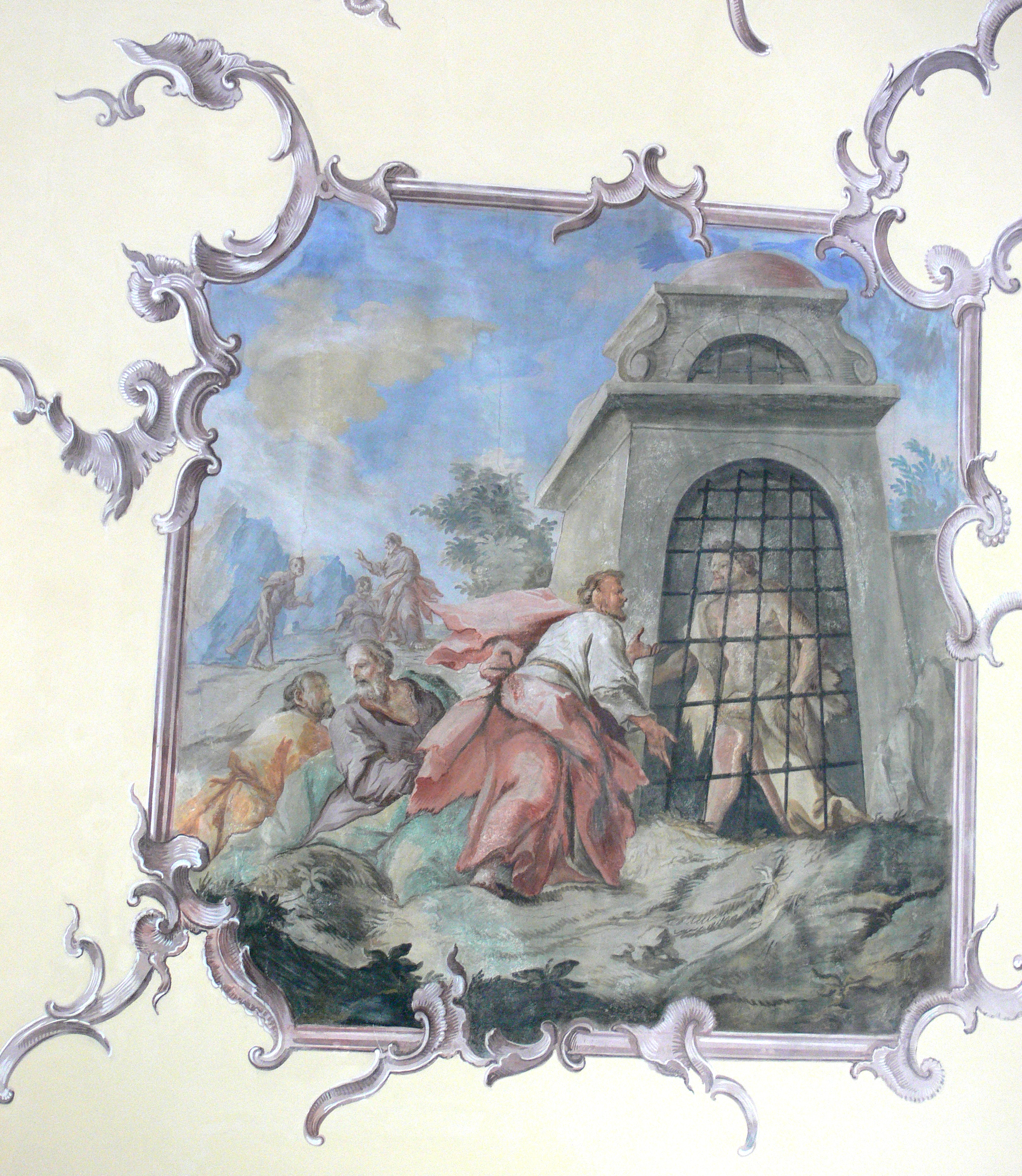
"João Batista na prisão".
1750. Por Josef Anton Hafner, atualmente Ravensburgo, Alemanha.

Já preso, João Batista ouve sobre os milagres de Jesus e envia dois de seus próprios discípulos para fazer-lhe uma pergunta: «És tu aquele que há de vir, ou havemos de esperar outro?» (Lucas 7:19) Depois de realizar muitas curas e milagres, Jesus pediu que eles voltassem a João e lhe contassem o que viram. Depois disso, o próprio Jesus passou a pregar sobre João Batista. Além de Lucas 7:18–35, este episódio aparece também Mateus 11 (Mateus 11:2–19).

### Parábola dos Dois Devedores
Nesta parábola, que também só existe em Lucas (Lucas 7:36–50), Jesus usa a história de dois devedores para explicar que uma mulher o ama mais do que o seus empregados, porque ela foi perdoada de pecados maiores. A tradição católica, incluindo São Gregório Magno, identifica a mulher como sendo Maria Madalena, uma identificação contestada pela Igreja Ortodoxa e por diversas denominações protestantes. 

## Texto
O texto original deste evangelho foi escrito em grego koiné e alguns dos manuscritos antigos que contém este capítulo, dividido em 50 versículos, são:
- Papiro 75 (175-225)
- Papiro 45 (c. 250).
- Codex Vaticanus (325-350)
- Codex Sinaiticus (330-360)
- Codex Bezae (c. 400)
- Codex Washingtonianus (c. 400)
- Codex Ephraemi Rescriptus (c. 450; lacunae: versículo 17 até o fim)
- Papiro 2 (c. 550; ainda existentes: versículos 22-26 e 50 em língua copta)
- Papiro 3 (Séc. VI-VII; ainda existentes: versículos 36-45)